# 北大西洋理事会
北大西洋理事会（North Atlantic Council）是北大西洋公约组织的主要政治决策机构，依照《北大西洋公约》第9条设立，理事会成员包含各成员国常驻代表，会议地点在比利时布鲁塞尔。现任秘书长是馬克·呂特，副秘书长是拉德米拉·谢克林斯卡。